# Асукеке де Енарес
Асукеке де Енарес (шп. Azuqueca de Henares) град је у Шпанији у аутономној заједници Кастиља-Ла Манча у покрајини Гвадалахара. Према процени из 2017. у граду је живело 34 703 становника.

## Становништво
Према процени, у граду је 2017. живело 34 703 становника.
| 1970. | 1981. | 1991.  | 2001.  | 2010.  | 2017.  |
| ----- | ----- | ------ | ------ | ------ | ------ |
| 5.745 | 9.727 | 11.996 | 20.383 | 33.735 | 34.703 |